# Кејт Неш
Кејт Мари Неш (енгл. Kate Marie Nash; Лондон, 6. јул 1987) је енглеска кантауторка, музичарка и глумица.

## Биографија
Кејт Неш је рођена и одрасла у северозападном делу Лондона, у општини Хароу. Као мала је научила да свира клавир, а волела је и глуму, која јој је била приоритет. Међутим, пошто није примљена у позоришну школу у Бристолу, одлучила је да се у потпуности посвети музици, па је уписала Лондонску школу за извођачке уметности и технологију. Имала је неколико кратких наступа на којима је представљала своје песме, а неке од њих је поставила на интернет сајт MySpace, где су од стране посетилаца добиле позитивне критике. Нешова је тада унајмила менаџера и склопила уговор са лондонском издавачком кућом Moshi Moshi Records. У фебруару 2007. објавила је дупли сингл — Caroline's а Victim/Birds. За песму Caroline's a Victim снимљен је спот који је неколико пута приказан на телевизијском каналу МТВ 2. Своју прву турнеју, која је обухватила Уједињено Краљевство, Кејт је започела недуго после објављивања свог првог сингла.
Издавачку кућу Moshi Moshi Records у марту 2007. заменила је издавачком кућом Fiction Records, која је издала њен други сингл Foundations. Неочекивано, песма постаје хит и стиже до другог места званичне британске листе синглова. Током лета 2007, Нешова се појавила на више музичких фестивала и, захваљујући успеху сингла Foundations, убрзан је рад на њеном првoм албуму — Made of Bricks. Албум је објављен 6. августа 2007. и попео се на прво место званичне британске листе албума, уз продатих 60.000 примерака у првој недељи. Други сингл са поменутог албума, Mouthwash, није успео да понови успех сингла Foundations. Са овог албума објављена су још два сингла — Pumpkin Soup и Merry Happy.

## Дискографија

### Студијски албуми
- (2007)
- (2010)
- (2013)
- (2018)

### издања
- (2010)
- (2012)
- (2013)
- (2017)

## Филмографија
| Улоге Кејт Неш |                          |               |                 |                          |
| Година         | Српски назив             | Изворни назив | Улога           | Напомена                 |
| 2011.          | —                        |               | Ејнџел          | кратки филм              |
| 2012.          | Поздрави од Тима Баклија |               | Керол           |                          |
| 2013.          | —                        |               | Бет             |                          |
| 2013.          | —                        |               | Мишел           |                          |
| 2015.          | —                        |               | Бриџет Бишоп    | ТВ серија, пилот епизода |
| 2017—2019.     | —                        |               | Ронда Ричардсон | ТВ серија, 30 епизода    |
| 2018.          | —                        |               | Кејт Неш        | документарни филм        |
| 2019.          | —                        |               | Будика          |                          |
| 2020.          | —                        |               | Џо              |                          |

## Награде и номинације
- Награде Кју

| Година | Категорија     | Номиновано дело | Исход    |
| ------ | -------------- | --------------- | -------- |
| 2007.  | Најбољи пробој | —               | Освојено |